# بيتشابا فانثومشيندا
بيتشابا فانثومشيندا (بالتايلاندية: Pitchapa Phanthumchinda؛ ولدت في 13 ديسمبر 1992 في تايلاند)، ولقبها بير (بالتايلاندية: แพร์) هي عارضة أزياء وممثلة تايلاندية.

## الجوائز والترشيحات
| عام  | الجائزة                                     | الفئة                         | العمل المُرشَّح | النتيجة | المرجع       |
| ---- | ------------------------------------------- | ----------------------------- | ------------ | ------- | ------------ |
| 2015 | جائزة سيسانبانثينج 2015                     | فرع النجمة النسائية لعام 2015 | Fai Lang Fai | فوز     | [ 2 ]        |
| 2019 | جائزة ناكورن الرابعة                        | أفضل ممثلة لهذا العام         | Krong Kam    | فوز     | [ 3 ]        |
| 2019 | جوائز التلفزيون الذهبية                     | أفضل ممثلة مساعدة             | Krong Kam    | رُشِّح     | [ 4 ]        |
| 2019 | جائزة أهداف التنمية المستدامة العالمية 2019 | أفضل ممثلة مساعدة             | Krong Kam    | فوز     | [ 5 ]        |
| 2019 | جوائز الأكاديمية الآسيوية الإبداعية الثانية | أفضل ممثلة مساعدة             | Krong Kam    | رُشِّح     | [ 6 ]        |
| 2019 | جائزة سيسانبانثينج 2019                     | الخدعة الخاصة لهذا العام      | Krong Kam    | فوز     | [ 7 ]        |
| 2020 | جائزة كوم تشاد لويك السادسة عشرة            | أفضل ممثلة مساعدة (تلفزيون)   | Krong Kam    | فوز     | [ 8 ]        |
| 2020 | جوائز ناتاراج الحادية عشرة                  | أفضل ممثلة مساعدة             | Krong Kam    | فوز     | [ 9 ] [ 10 ] |

## روابط خارجية
- بيتشابا فانثومشيندا على إنستغرام